# Брајденбах (Њемачка)
Брајденбах (њем. Breidenbach) општина је у њемачкој савезној држави Хесен. Једно је од 22 општинска средишта округа Марбург-Биденкопф. Према процјени из 2010. у општини је живјело 6.924 становника. Посједује регионалну шифру (AGS) 6534005.

## Географски и демографски подаци
Брајденбах се налази у савезној држави Хесен у округу Марбург-Биденкопф. Општина се налази на надморској висини од 320-561 метра. Површина општине износи 44,8 km². У самом мјесту је, према процјени из 2010. године, живјело 6.924 становника. Просјечна густина становништва износи 154 становника/km².